# LG G6
Le LG G6 est un smartphone Android développé et commercialisé par l'entreprise sud-coréenne LG Electronics dans le cadre de la série G de LG, la marque haut de gamme du constructeur. Il est annoncé lors du Mobile World Congress le 26 février 2017, en tant que successeur du LG G5 paru en 2016. 
Le G6 se distingue par son écran de 5.7 pouces, qui présente un rapport 2:1 (commercialisé comme 18:9) non-conventionnel comparé au format 16:9 de la plupart des smartphones. Une variante, appelée LG G6+, est annoncée le 19 juin 2017 avec 128 Go de stockage interne et la technologie DAC Quad Hi-Fi.

## Caractéristiques

### Matériel
Le LG G6 présente un châssis métallique ainsi qu'un revêtement en verre Corning Gorilla Glass 5 sur le dos de l'appareil (excepté la partie accueillant les deux appareils photo, présentant du Gorilla Glass 4). La partie avant est quant à elle faite de Gorilla Glass 3 et recouvre l'écran ainsi que les bordures de l'appareil. Le G6 est classé IP68 pour la résistance à l'eau et à la poussière. Il est décliné en finitions noir, blanc et argenté. 
Le G6 dispose d'un écran LCD IPS FullVision d'une résolution de 1440p, avec une taille diagonale de 5,7 pouces. LG a déclaré qu'il souhaitait que le G6 soit un téléphone à grand écran qui reste compact et utilisable à une main. L'écran présente d'ailleurs un rapport d'aspect 2:1 (bien qu'il soit commercialisé sous le nom de "18:9" pour le comparer à la majorité des smartphones en 16:9). Le G6 a également été conçu avec des bordures d'écran minces et est légèrement plus petit que le G5. Pour permettre un renforcement autour des coins de l'écran, le panneau d'affichage lui-même a des bords arrondis,. L'écran prend également en charge la vidéo à plage dynamique élevée HDR10 et Dolby Vision. 
Le G6 utilise le système sur puce Qualcomm Snapdragon 821 avec 4 Go de RAM. Il est proposé en versions avec 32 Go et 64 Go de stockage interne, extensible via une carte microSD. Le G6+, en revanche, est livré avec 6 Go de RAM et 128 Go de stockage interne en standard. Le G6 comprend une batterie de capacité 3 300 mAh et contrairement au G5, elle n'est pas accessible à l'utilisateur. Les modèles américains offrent la recharge sans fil et tous les modèles prennent en charge Qualcomm Quick Charge 3.0. Certains modèles asiatiques comprennent quant à eux des convertisseurs numériques-analogiques (DAC) quadruples pour améliorer la sortie audio. Le G6 abandonne le système d'accessoires modulaire du G5, qui avait essuyé de nombreuses critiques,,.  
À l'instar du G5, le G6 dispose de deux caméras orientées vers l'arrière, avec des capteurs standard et grand angle. Contrairement au G5, où le capteur grand angle avait un nombre de mégapixels plus petit, les deux appareils photo du G6 utilisent des capteurs de 13 mégapixels.

### Logiciel
Le LG G6 est livré avec Android 7.0 Nougat et LG UX. Certaines applications internes de LG ont des modes paysage améliorés destinés à s'adapter au ratio 2:1,. La taille de l'écran complète également le mode natif d'écran partagé d'Android Nougat pour exécuter plusieurs applications à la fois. LG a annoncé qu'il proposerait une offre promotionnelle "G6 Game Collection" avec 200 $ US de contenu dans le jeu pour six jeux sur Google Play Store (Cookie Jam, Crossy Road, Genies & Gems, Spider-Man Unlimited, SimCity BuildIt et Temple Run 2), orienté vers ceux conçus pour le jeu à une main et les optimisations pour le rapport d'aspect.  
En mai 2018, LG commence à déployer une mise à jour vers Android 8.0 Oreo. 
En septembre 2019, Android 9.0 Pie est disponible pour le LG G6. 

## Réception
CNET a comparé le G6 avec le G5 de l'année précédente, ainsi que son principal concurrent de lancement, le Samsung Galaxy S8. Le design du G6 a été reconnu plus élégant et expansif que le G5, bien que moins attrayant que le design incurvé du Galaxy S8. 
LG a été critiqué pour son retour à une batterie non-amovible, mais il a été remarqué que cette batterie possède tout de même une capacité plus grande que celle du G5. Bien que le G6 n'inclue pas le dernier système sur puce Qualcomm Snapdragon 835 (favorisant les performances du Galaxy S8 sur celles du G6), il a été reconnu qu'il n'y avait pas de différence perceptible dans les performances d'utilisation réelle entre eux.
Les caméras ont également été remarquées pour avoir produit des "images précises et aux couleurs vives", avec une qualité comparable à celle d'autres smartphones récents. En conclusion, CNET a estimé que le G6 pouvait séduire les utilisateurs qui avaient perdu leur confiance en Samsung Electronics après le rappel du Galaxy Note 7, arguant que « bien qu'il n'ait rien de vraiment nouveau ou de buzz, il est le plus commercialisable et le plus attrayant de tous les téléphones LG ». 

## Voir également
- LG G5
- LG Electronics
- Samsung Galaxy S8
- Objectif grand angle